# Фаузі Бензарті
Фаузі Бензарті (араб. فوزي البنزرتيi, фр. Faouzi Benzarti, нар. 3 січня 1950, Монастір) — туніський футболіст, що грав на позиції півзахисника. По завершенні ігрової кар'єри — тренер, відомий зокрема роботою з національною збірною Тунісу. З 2020 року очолює тренерський штаб марокканської команди «Відад» (Касабланка).

## Ігрова кар'єра
У дорослому футболі дебютував 1968 року виступами за команду «Монастір» с рідного міста, кольори якої і захищав протягом усієї своєї кар'єри гравця, що тривала одинадцять років. 

## Кар'єра тренера
Розпочав тренерську кар'єру невдовзі по завершенні кар'єри гравця, 1979 року, очоливши тренерський штаб клубу «Монастір», де пропрацював по 1982 рік.
Із середини 1980-х до середини 2000-х працював у туніському клубному футболі, встигнувши потренувати усі провідні команди країни — «Етюаль дю Сахель», «Клуб Африкен»,  «Есперанс», «Сфаксьєн» та «Стад Тунізьєн». За цей період двічі вигравав Кубок/Лігу чемпіонів Африки — 1994 року з «Есперансом» та 2007 року з «Етюаль дю Сахель». 1994 року також отримав перший досвід роботи з національною збірною Тунісу, змінивши на посаді її головного тренера Юссефа Зуауї вже після першої гри на домашньому для тунісців тогорічному Кубку африканських націй.
Надалі крім роботи з туніськими клубними командами працював у Марокко зі столичними «Раджою» та «Відадом», двічі, у 2007–2009 і 2019–2020 роках, тренував футбольну збірну Лівії та декілька разів повертався на тренерський місток туніської збірної. Зокрема керував її діями на Кубку африканських націй 2010 року, де Туніс вибув після першого ж етапу, посівши останнє місце у своїй групі.

## Титули і досягнення

### Як тренера
- Чемпіон Тунісу (1):

«Есперанс»: 1994
- Володар Кубка Тунісу (1):

«Етюаль дю Сахель»: 2014-2015
- Чемпіон Марокко (1):

«Відад» (Касабланка): 2018-2019, 2020-2021
- Переможець Ліги чемпіонів КАФ (2):

«Есперанс»: 1994
«Етюаль дю Сахель»: 2007